# Jun Senoue
Jun Senoue (瀬上 純 Senoue Jun?,  nacido el 2 de agosto de 1970 en Matsushima, Prefectura de Miyagi, Tōhoku, Japón) es un músico y compositor de bandas sonoras de videojuegos conocido por algunas de sus contribuciones a los juegos de Sonic the Hedgehog. Además es el guitarrista de la banda Crush 40, quienes también han hecho varias contribuciones a la serie de Sonic the Hedgehog.

## Biografía
Jun empezó a tocar el piano a los 3 años de edad en su Japón natal. Posteriormente se mudó a Panamá, donde comenzó a dedicarse a tocar música de rock teniendo apenas 12 años. Y empezó a tocar la guitarra eléctrica a la edad de 15 años, haciendo su primera grabación original para una banda a los 17 años.
En 1993, después de graduarse de la universidad con una licenciatura en economía en la Universidad de Aoyama Gakuin en Japón, comenzó a trabajar para la desarrolladora de videojuegos SEGA. Una de sus primeras contribuciones sería componiendo música para Sonic the Hedgehog 3, serie con la que haría sus trabajos más importantes, realizando composiciones para más de 100 canciones en Sonic Adventure, además de ser el director de audio de dicho juego.
En 1996, Senoue desarrollo la banda sonora para la versión de Mega Drive del videojuego, también de Sonic, Sonic 3D Blast.
Senoue se trasladó a San Francisco para continuar componiendo música y dirigir bandas sonoras de varios juegos de la división de Sega Sonic Team USA games, Sonic Adventure 2, Sonic Heroes y Shadow the Hedgehog, donde también aportaba música junto a su banda Crush 40. También compuso varios temas y programó todos los efectos de sonido para el juego Nights: Journey of Dreams.
En 2007 compuso 3 nuevos temas para el lanzamiento japonés de OutRun 2 SP, incluyendo versiones de canciones de la serie ya existentes como "Splash Wave" y "Rush a Difficulty", y una canción original titulada "Lift You Up!". Estas canciones también están incluidas en el álbum Outrun 20th Anniversary.
Senoue fue, además, uno de los 38 compositores del juego de la consola Wii Super Smash Bros. Brawl, contribuyendo con el tema "Angel Island Zone", original del juego Sonic the Hedgehog 3, así como versiones originales de varias canciones de Crush 40, tales como "Live and Learn".
También fue director de sonido en el juego Sonic and the Black Knight y uno de los compositores en el juego Mario & Sonic at the Olympic Games y Mario & Sonic at the Olympic Winter Games.
En otoño del 2009, Jun anunció el lanzamiento de un nuevo álbum titulado "The Works", el cual es una recopilación de canciones que él ha hecho a través de los años, incluyendo solo 3 canciones de la serie de Sonic, además de otras composiciones para otros juegos. El álbum se lanzó el 21 de octubre del 2009
También fue el director de sonido y el principal compositor de música para el juego Sonic the Hedgehog 4, lanzado el 10 de octubre de 2010. También trabajó en la banda sonora de Sonic Generations.

## Proyectos

### Crush 40
Inicialmente comenzó como un proyecto para crear música para el juego NASCAR Arcade, Crush 40 es el nombre del proyecto que tiene Jun Senoue junto al vocalista Johnny Gioeli, vocalista de Hardline y Axel Rudi Pell. Sus trabajos han ido desde canciones originales, hasta canciones escritas especialmente para la serie de Sonic the Hedgehog. Actualmente, la banda ha lanzado tres álbumes de estudio, y han trabajado en varias bandas sonoras, además de realizar varios conicertos en Tokio.

### JxJ
En 2005, lanzó junto con la actriz de voz Japonesa Junko Noda un EP titulado "Ready!". El proyecto lleva el nombre de JxJ (Jun x Junko) y se encuentra solamente disponible en Japón, aunque se pueden conseguir copias originales a través de la página oficial de Jun Senoue.

### Bubblicious Blvd
En 2010, Jun comenzó un nuevo proyecto llamado Bubblicious Blvd, liderada por el guitarrista de la banda Magna-Fi CJ Szuter. No hay mucha información disponible sobre este proyecto, aparte de lo anunciado en la página oficial de MySpace.